# Obecní rybník (Svojetice)
Obecní rybník je název vodní plochy typu rybník nacházející se v obci Svojetice v okrese Praha-východ na jednom z přítoků Jevanského potoka. Rybník má nepravidelný protáhlý tvar. Hráz je dlouhá zhruba 35 m, délka rybníka je asi 78 m. Voda do něj přitéká trubkou z pramene, který je hned na okraji rybníka jihozápadním směrem a odtéká stavidlem a zatrubněním severovýchodním směrem. V okolí rybníka je zástavba a ulice U Parku (na hrázi), Na Kopci (na západním břehu) a hlavní silnice Choceradská (východní břeh). Rybník vznikl před rokem 1869.

## Galerie

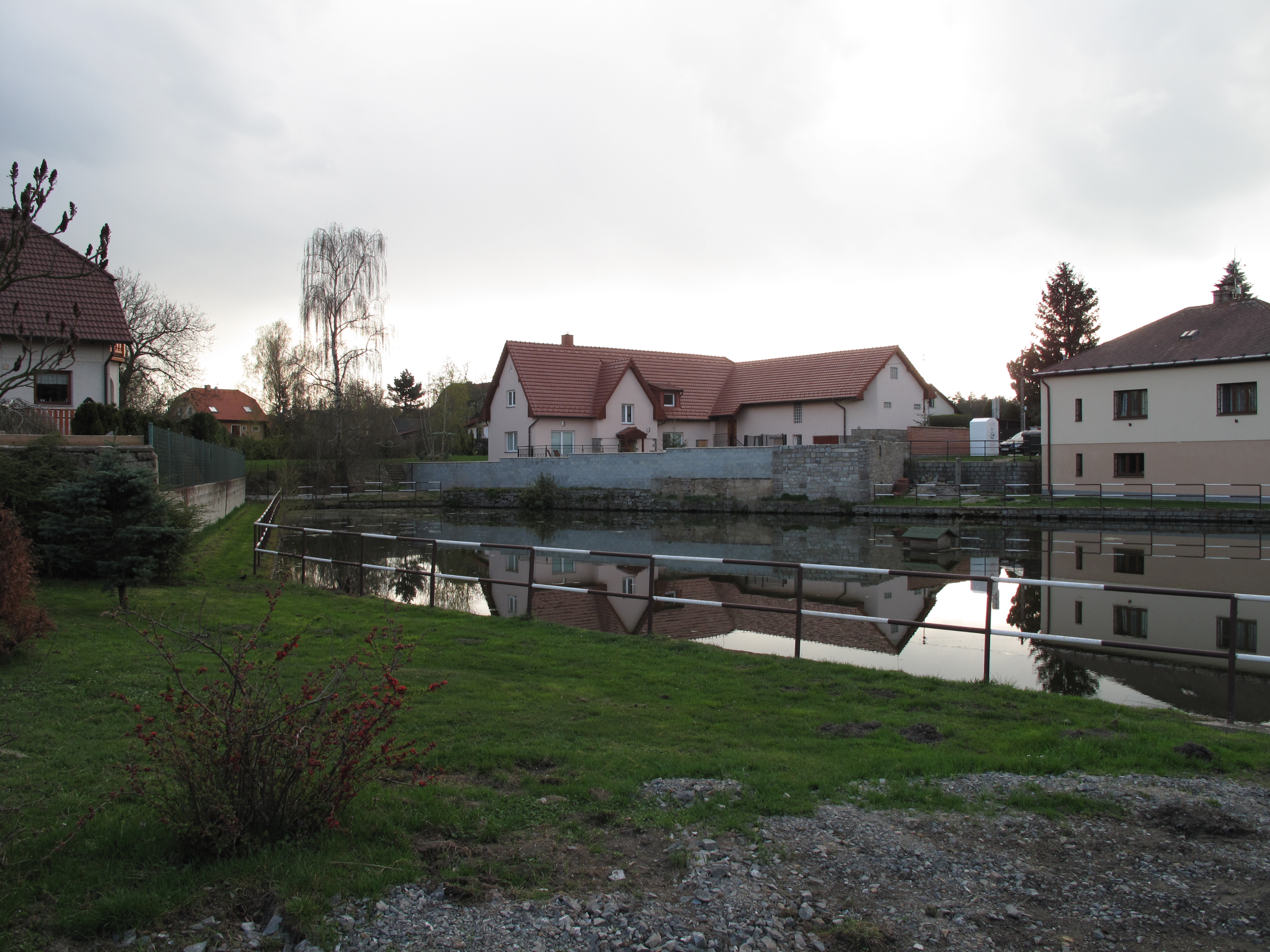
Přítoková část
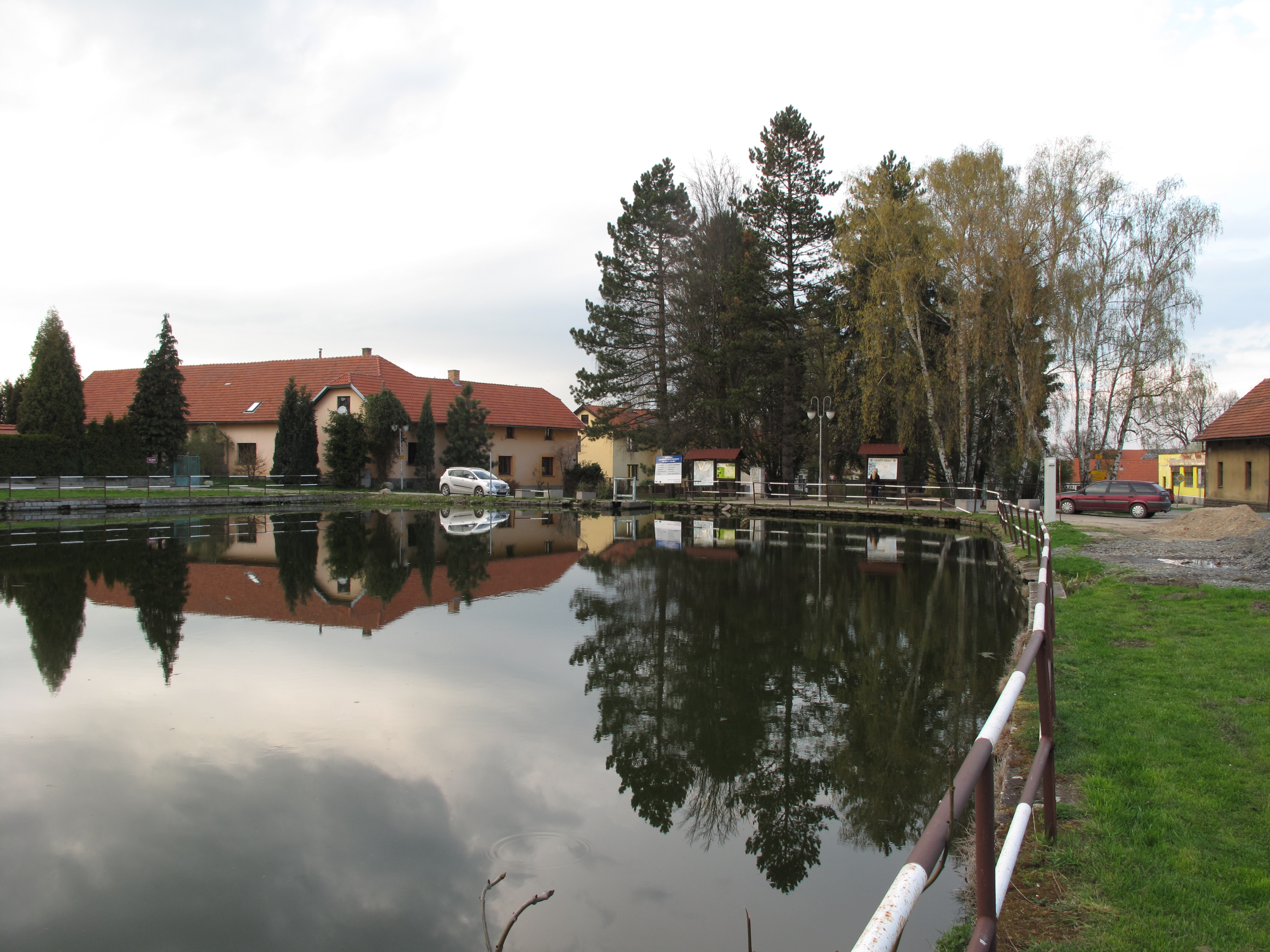
Hráz
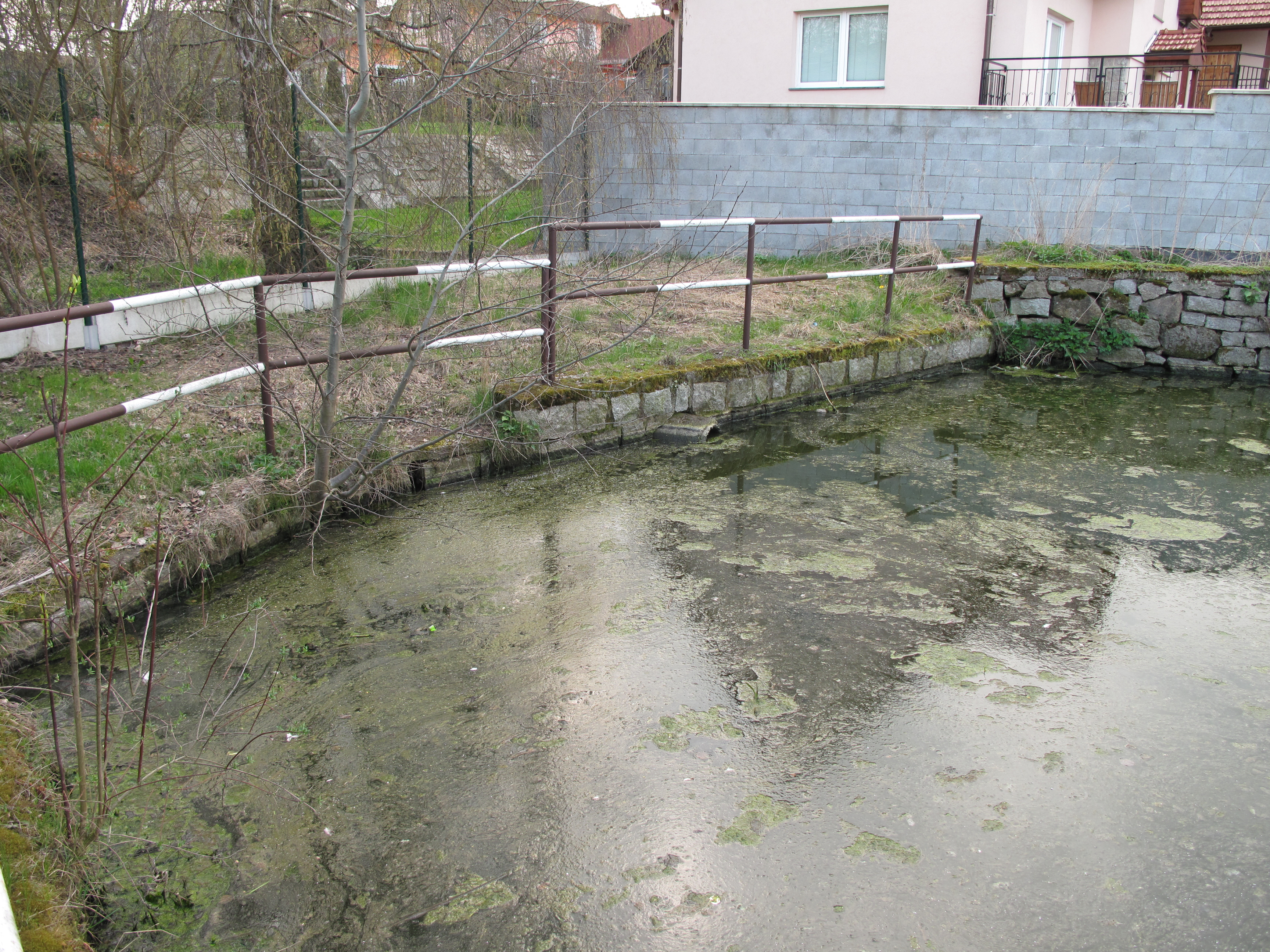
Přítoková trubka
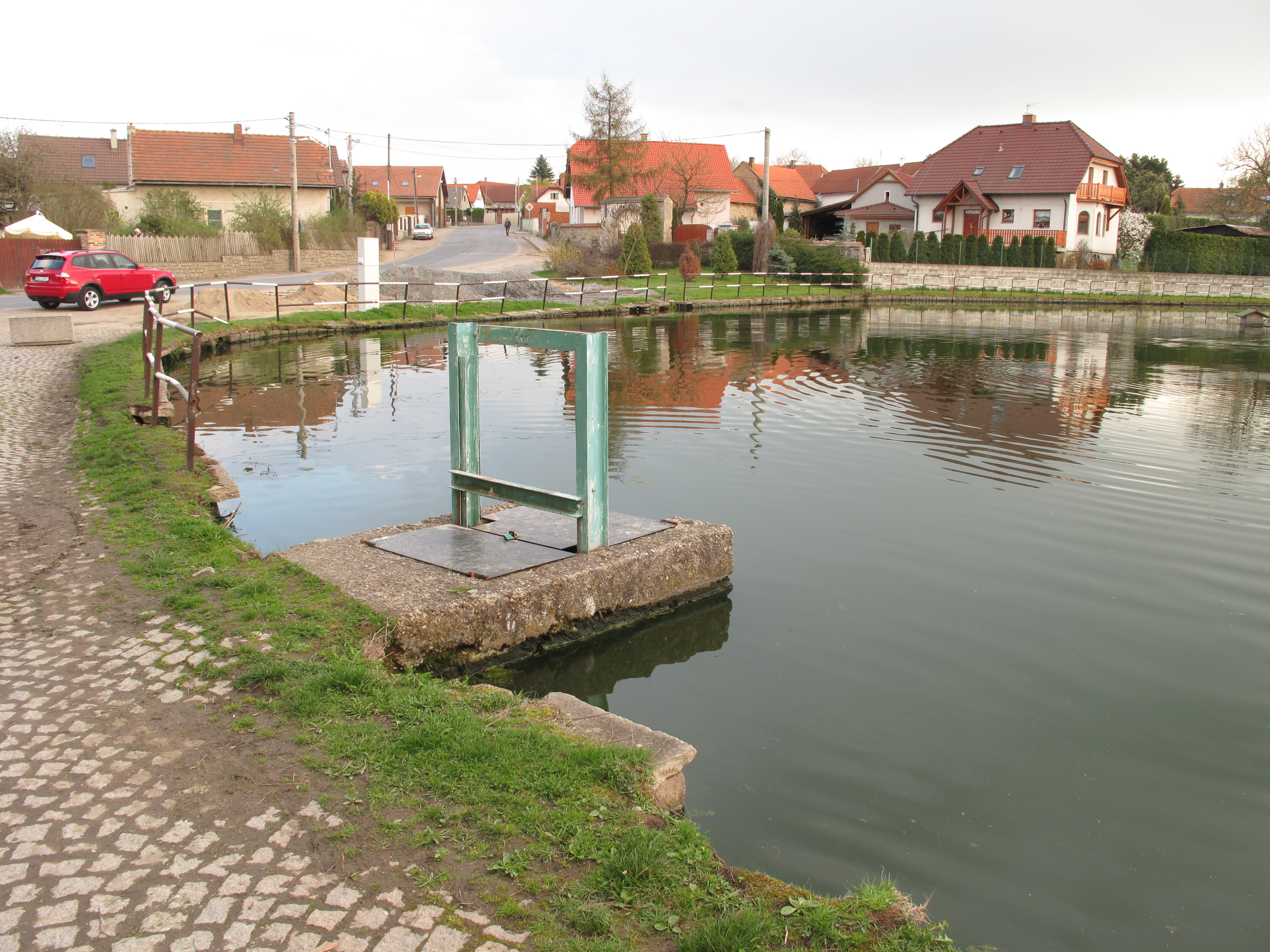
Stavidlo